# Krystal Meyers (álbum)
Krystal Meyers fue el álbum debut de la cantante estadounidense de música cristiana del mismo nombre. Este álbum fue publicado el 7 de junio de 2005 en Estados Unidos bajo el sello discográfico de Essential Records. El álbum es esencialmente música pop punk y rock cristiano, por lo que fue comparado con la música de Avril Lavigne y a Ashlee Simpson pero con sonidos más duros y agresivos. De este álbum se extrajeron cinco singles para promocionarlo: «The Way To Begin», «My Savior», «Fire» y «Anticonformity», y estos últimos dos sencillos contaron con un video musical.

## Lista de canciones
| N.º | Título               | Duración |  |
| 1.  | «The Way To Begin»   | 3:34     |  |
| 2.  | «My Savior»          | 3:31     |  |
| 3.  | «Fire»               | 3:46     |  |
| 4.  | «Fall to Pieces»     | 3:11     |  |
| 5.  | «Reflections of You» | 3:46     |  |
| 6.  | «Lovely Traces»      | 3:52     |  |
| 7.  | «Anticonformity»     | 3:02     |  |
| 8.  | «Rescue»             | 4:30     |  |
| 9.  | «Sing for Me»        | 3:09     |  |
| 10. | «Can't Stay»         | 6:33     |  |

Referencia: